# Zhanran

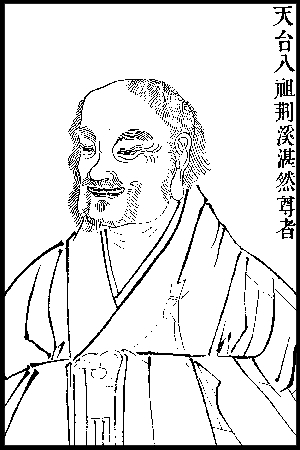
Zhanran, appelé aussi Miao-lo ou Miaole

Zhanran ou Jingxi Zhanran (zh : 湛然, jp : Tannen et transcription anglaise : Chan-jan) appelé aussi Miao-lo (jp: Myoraku) ou Miaole (711-782) est le 9e patriarche (ou le 6e après Zhiyi) de l'école bouddhiste chinoise Tiantai. Il est né à Jing-xi dans la province actuelle du Jiangsu.
Sixième patriarche du bouddhisme Tiantai (si on compte Zhiyi comme premier ou neuvième si l’on remonte à Nagarjuna). Commençant à étudier le bouddhisme à l’âge de 20 ans sous la direction du 5e patriarche, Xuánlǎng (玄朗) (673-754), il ne devint moine qu’à l’âge de 35 ans. À cette époque l’école Tiantai moribonde était supplantée par des écoles plus dynamiques et vivantes telles que le Chán (bouddhisme), le Huayan (École de la Guirlande de fleurs, Kegon) et les enseignements du Yogacara (Rien que Conscience ou Chittamatra) revivifiés  par le grand voyageur et traducteur Xuanzang (602-664).
Miaole donna une nouvelle impulsion à l’école Tiantai en rédigeant ses Annotations sur le Sens profond du Sūtra du Lotus, Annotations sur Les Mots et Phrases du Sutra du Lotus (ou Annotations sur le Commentaire textuel du Sūtra du Lotus) et Annotation sur la Grande Concentration et Pénétration.
Wu Rujun considère que Grande Concentration et Pénétration (摩訶止観, zh : Móhē Zhǐguān, jp : Maka Shikan) est le texte déterminant de l’école Tiantai qui compte parmi les plus importants travaux de Zhiyi avec Mots et phrases du Sūtra du Lotus (法華文句, zh : Fahua Wenzhu, jp : Hōkke Mongu), et Sens profond du Sūtra du Lotus (法華玄義, jp : Hōkke Genji, zh : Fahua Xuanyi), reconnus comme les commentaires irrévocables des trois œuvres majeures de Zhiyi sur le Sūtra du Lotus.